# Quantum Break
Quantum Break ist ein im April 2016 erschienener Third-Person-Shooter des finnischen Entwicklerstudios Remedy Entertainment. Der ursprünglich exklusiv für Xbox One angekündigte Titel wurde zeitgleich auch für Windows veröffentlicht und galt damals als der erste große Exklusivtitel des mit Windows 10 eingeführten Microsoft Store, der auf der Universal Windows Platform aufbaut.

## Handlung
Das futuristische Spiel versetzt den Spieler in die Rolle von Jack Joyce, der durch misslungene Zeitexperimente besondere Fähigkeiten zur Manipulation der Zeit erlangt und seinen Freund Paul Serene, CEO des Unternehmens Monarch Solutions, daran zu hindern versucht, die Erde in ein Endzeitszenario zu stürzen. Die Erzählung wird unterstützt durch die Integration von Live-Action-Aufnahmen mit Schauspielern wie Shawn Ashmore, Aidan Gillen, Lance Reddick und Dominic Monaghan.

## Technik
Die DirectX-12-Fassung läuft insbesondere bei Nvidia-Grafikkarten wenig performant. Später erschien eine DirectX-11-Fassung unter Steam, die mit Nvidia-Grafikkarten flüssig läuft und auch Windows 7 unterstützt. Um Rechenleistung einzusparen, nutzt das Spiel temporale Kantenglättung sowie Skalierung. Dabei berechnet das Spiel intern nur zwei Drittel der eingestellten Auflösung, bearbeitet das Bild mit Multisample-Antialiasing und rechnet die Bildpunkte hoch. Das Resultat ist unscharf, dafür wird jedoch nur ein Bruchteil der Leistung benötigt. Die verwendete, in D geschriebene Spiel-Engine kann Screen Space Reflections, dynamische Beleuchtung samt Echtzeit-Schattenwurf sowie detaillierte Partikeleffekte berechnen.

## Rezeption
Jonas Gössling von IGN Deutschland fasste Quantum Break als nahezu perfekte Mischung aus TV-Serie und Computerspiel zusammen. Michael Zeis von Gameswelt bewertete es als hochwertig produziert und gut besetzt. Die Zeitreisethematik sei faszinierend. Sein Kollege Tim Lenzen kritisierte das die fehlende Kontrolle bei den Schussgefechten. Christoph Vent von GamersGlobal empfand einen gewissen Filmflair durch die bekannten Schauspieler. Er beurteilte die Spielmechanik als vergleichsweise abwechslungsreich. Seinem Kollegen Benjamin Braun gefiel das Pacing. Er machte hingegen Schwächen bei der Spielbalance aus. Michael Sosinka lobte die Charakteranimationen und die sehr gute Lokalisierung. Andreas Szedlak von Games Aktuell empfand das Spiel als zu kurz. Auch baue die Erzählung erst gegen Ende Emotionen auf. Christian Gaca von Gamereactor bezeichnete es als „spannendes, glaubwürdiges Spiel“ in einer etablierten Science-Fiction Umgebung. Es sei ein erwachsenes Spiel. Die Entscheidungsmöglichkeiten sorgen für einen gewissen Wiederspielwert. GameStar wertete die Portierung auf den PC aufgrund von Einbrüchen der Bildrate ab. Peter Bathge von PC Games rezensierte es als „leicht bekömmliches Action-Fast-Food“ ohne Besonderheiten, die schnell vergessen werde. Martin Woger von Eurogamer machte Schwächen im Game-Design aus. Es wirke veraltet und wenig innovativ, füge sich aber insgesamt gut zusammen und sei sehr erlebenswert.